# Viktor Korček starší
Viktor Korček starší (25. července 1948, Poděbrady – 19. července 2012, Beroun) byl český výtvarník a „manažer kultury“. Je známý zejména díky své malířské činnosti - technika olej, nebo epromal. Město Beroun ho In memoriam ocenilo jako zakladatele mezinárodního hudebního festivalu Talichův Beroun.

## Životopis
Viktor Korček se narodil v Poděbradech, ale celý život prožil v Berouně. Původně vyučený lesník zde vystudoval dodatečně gymnázium. Poté studoval na Krajské konzervatoři v Praze v oborech scénografie, dejiny umění a divadelní kostýmy. Výtvarné školení podstoupil u prof. Bohumila Krause a také u profesora Karla Součka - národního umělce. Tzv. formální vzdělání dokončil v roce 1985 titulem magistr - na Filozofické fakultě UK v Praze v oboru Teorie kultury – dějiny umění.
Nejdříve pracoval jako výtvarník v propagaci, od roku 1975 až do počátku 90. let už jako vedoucí v oblasti kultury. Své aktivity dělil mezi činnost organizátorskou a výtvarnou. Kromě interiérové tvorby pro různé podniky a instituce realizoval řadu výstav např. Jana Preislera, Maxe Švabinského, rodiny Mánesů, Karla Svolinského a dalších. V tomto období vystavoval svá díla na individuálních i skupinových výstavách Praze, ale i v dalších krajích ČR.
Po změně režimu 1989 začal podnikat. V těchto letech se věnoval stavební i bytové architektuře. Po roce 1999 dále studoval metodu epromal a vystavoval s plzeňskými výtvarníky ak. mal. Karlem Březinou a ak. soch. Břetislavem Holakovským. Viktor Korček st. vystavoval na salonech Českých, Moravských a Slezských výtvarníků v Litoměřicích, dále na častých výstavách v Berouně a Plzni.
Od roku 2008 se vrátil do berounského uměleckého života a opět vystavoval v Městské galerii v Berouně. Zemřel v červenci 2012 po dlouholetém boji s rakovinou plic.
Měl dceru Veroniku a syna Viktora. Oba dva se také věnují umění; dcera Veronika vystudovala uměleckou školu pro design a keramiku, kromě jiných technik se věnuje nejvíce navrhování šperků. Syn Viktor Korček sice vystudoval management a zdravotnictví, přesto však také tvoří dle otcova vzoru, nejraději pracuje s olejovými barvami a technikou epromal.